# Дубровка (приток Мсты)
Дубровка (Елемка) — река в России, протекает по Маловишерскому району Новгородской области. Устье реки находится в 153 км по левому берегу реки Мста. Длина реки составляет 11 км.
Река протекает через Веребьинское сельское поселение. На реке стоят деревни Старина, Пожарьё, Дубровка, Елёмка.

## Данные водного реестра
По данным государственного водного реестра России относится к Балтийскому бассейновому округу, водохозяйственный участок реки — Мста без р. Шлина от истока до Вышневолоцкого г/у, речной подбассейн реки — Волхов. Относится к речному бассейну реки Нева (включая бассейны рек Онежского и Ладожского озера).
Код объекта в государственном водном реестре — 01040200212102000021312.